# 惡魔的仙度瑞拉
《惡魔的仙度瑞拉》是一套小說，共5冊，作者為尹晨伊，由高寶書版集團出版。漫畫版本由尹晨伊改編原著、三月兔繪圖，尖端出版，於《夢夢少女漫畫月刊》2009年10月號開始連載。

## 故事
作品是關於公良慧和相里武兩人之間發生的故事。女主角公良慧的父親公良松是服裝品牌E.C.的代理商，後來相里武買下了E.C.，松因而丟了工作。因此公良慧非常討厭相里武並稱他為惡魔武。
慧為了得到傳說中的夢幻商品，和莎莎計劃潛進一場專為名流富豪所參加的化妝舞會。因為偶然撿到明星麗雅的舞會邀請函，而溜進了舞會之中扮成「仙度瑞拉」。之後不幸被發現，在慌亂中，不小心吻了相里武。後來相里武一直問她姓名和聯絡方式，而且說「既然是仙度瑞拉，那也留個玻璃鞋給王子吧」。慧覺得很煩，因此氣急敗壞的用鞋子砸了武的頭，而這雙鞋子也成了武找到慧的線索。
後來慧用壞了E.C.所設計的昂貴衣服，為了賠錢，成了相里武的清潔小妹，更被相里武百般刁難。

## 人物介紹
公良慧
本作女主角。理想是打敗相里武，搶走他的公司。有耐力，死纏爛打、打死不退的精神永垂不朽。興趣是畫畫。就讀聖安博中學的服裝科。專長是設計出美麗的衣服和擺地攤。喜歡的運動是跑步，經常跑給警察追。喜歡的顏色是看起來漂亮就喜歡，尤其是對比色。喜歡吵鬧的音樂，越吵越好。
相里武
本作男主角。個性一板一眼，很固執。除了工作之外，惡整公良慧並觀察小慧反應是唯一的樂趣。會中、英、日、韓文。專長是國際金融。喜歡的運動是網球和高爾夫球。喜歡的顏色是紅色、藍色、黑色。喜歡李斯特的音樂。
剛俊
某財閥的私生子。看起來溫和、安靜，但很有野心。興趣是玩數獨遊戲。學歷是美國耶魯法學和商學博士。語言中、英、法三國語言精通。專長是在會議場合扮豬吃老虎。喜歡的活動是以算計和逗弄一本正經的相里武為樂。喜歡的顏色是黑、藍等沉穩色調。對音樂沒什麼感覺，聽不太懂。
麗雅
驕傲、強勢、獨立。興趣是化妝打扮。喜歡的明星是黛麗絲（純金貴公子安懷德的母親）。喜歡的導演是安羅曼（安懷德的父親）。語言是中、英。專長是演戲。喜歡的活動是跳舞。喜歡的裝扮只要華麗、價值不斐就好。喜歡的音樂是流行歌曲。理想是嫁給相里武當貴婦。
康奈爾
時裝界的鬼才。因為公良慧曾弄破自己設計的衣服，而對她心生芥蒂，且時常刁難她。偶爾有點娘娘腔。時常穿花俏的衣服。
雷莎莎
公良慧的室友，以及算是蠻要好的同班同學。個性單純天真。是個像洋娃娃一樣的女孩，是跟小慧完全不同個性的個體。

## 出版情況
- 小說共5集已出版並已完結。
- 漫畫4集完結，其中第1-3集是關於小說第一集的故事。